# Adelaide Casely-Hayford
Pour les articles homonymes, voir Casely-Hayford.
Adélaïde Casely-Hayford, née Smith le 27 juin 1868, morte le 16 janvier 1960, a été une enseignante, une femme de lettres et une féministe sierraleonaise. Elle a créé une école pour les filles en 1923, et s'est consacrée à réveiller une fierté culturelle nationale malgré la domination britannique. 

## Biographie
Adélaïde Smith est née le 27 juin 1868 à Freetown, en Sierra Leone, d'un père métis (William Smith Jr, de l'anglais et de filiation royale Fanti) originaire de la Côte de-l'Or et d'une mère krio, Anne Spilsbury, ayant des ancêtres anglais, nègres marrons de Jamaïque, et africains. Elle est la  deuxième plus jeune enfant au sein d'une fratrie de sept enfants. Elle et ses sœurs grandissent principalement en Angleterre, où son père a pris sa retraite en 1872 avec sa famille. Elle étudie au Jersey Ladies' College (devenu le Jersey College for Girls (en)). 
À 17 ans, elle se rend à Stuttgart, en Allemagne, pour étudier la musique au Conservatoire de la ville. Elle retourne ensuite en Angleterre, où, avec une sœur, elle ouvre un foyer pour célibataires africains vivant dans le pays, étudiants ou travailleurs.
En Angleterre, elle se marie avec J. E. Casely Hayford (appelé encore Ekra-Agiman), homme de lettres ghanéen. Ce mariage lui apporte une connaissance plus approfondie de la culture africaine et renforce son intérêt pour un certain nationalisme culturel sierraléonais. Leur fille Gladys Casely-Hayford est une poète connue.
Après 25 ans en Europe, Adélaïde Casely-Hayford et ses sœurs retournent en Sierra Leone. Inspirée par les idées de la fierté raciale et de coopération avancée par l'organisation Universal Negro Improvement Association (UNIA) créée par Marcus Garvey, elle rejoint les Dames du comité des femmes de Freetown Branch. Elle en devient la présidente. En juin 1920, elle démissionne de l'association en raison d'un conflit d'intérêts avec l'école professionnelle pour filles qu'elle a créée. Elle part en tournée aux États-Unis.
De retour à Freetown, Casely-Hayford lance la création d'un établissement d'enseignement professionnel pour aider les filles à apprendre leur culture et leur inculquer une fierté nationale. En octobre 1923, The Girls' Vocational School, ouvre avec 14 élèves. 
Elle consacre ses dernières années à écrire ses mémoires et des nouvelles. Sa courte histoire Mista Courifer est incluse dans l'anthologie de Langston Hughes African Treasury: Articles, Essays, Stories, Poems parue en 1960 aux États-Unis. Elle meurt  à Freetown, en 1960, à l'âge de 91 ans.

## Héritage et honneurs
Dans son combat contre l'injustice du système colonial et pour un nationalisme culturel, elle gagne le respect des autorités britanniques. En 1935, elle reçoit le  King's Silver Jubilee Medal. En 1950, elle se voit attribuer l'Ordre de l'Empire britannique.